# Antun Dunković
Antun Dunković (Virovitici, 7 giugno 1981) è un calciatore croato, centrocampista del Podravac Sopje.

## Palmarès

### Club

#### Competizioni nazionali
- Coppa di Croazia: 1

Rijeka: 2004-2005